# Lage (Cabo Verde)
Lage es una localidad caboverdiana del municipio de São Lourenço dos Órgãos.

## Geografía
La localidad está situada en la isla Santiago.

## Organización territorial
La localidad abarca los lugares y barrios de:
- Budjend
- Cutelo Gomes
- Cutelo Lage
- Cutelo Tambarina
- Lage
- Lage Atrás
- Massapé
- Mato Lobé
- Varanda